# Референдум про незалежність Невісу (1977)
Референдум за незалежність Невісу — неофіційний референдум, який відбувся 18 серпня 1977 року у Невісі. Референдум організувала партія Реформації у Невісі, за яку проголосувало 99,66 % виборців. Однак результат був визнаний національним урядом недійсним.
Конституція Сент-Кіттсу і Невіс, яка була створена 1983 року, надає Невісу право в односторонньому порядку відокремитися від федерації, якщо референдум за незалежність проголосує дві третини виборців. За результатами референдуму 1998 року, 62 % виборців проголосували за незалежність.